# Suzie Kerstgens

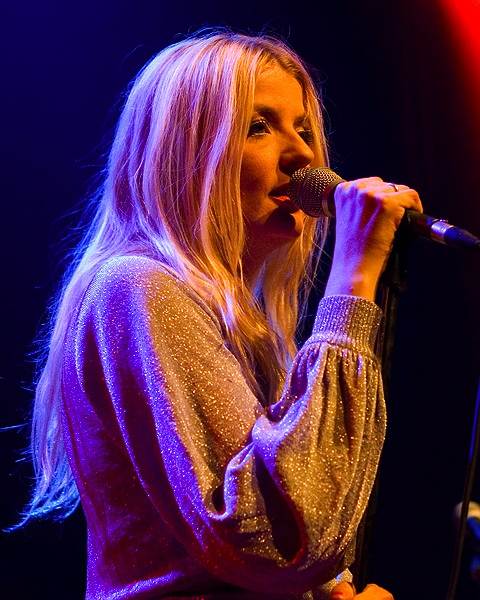
Suzie Kerstgens (September 2006)

Suzie Kerstgens (* 1971 in Geldern) ist eine deutsche Popsängerin und Texterin. Sie ist Gründungsmitglied und Sängerin der Band Klee.

## Leben
Suzie Kerstgens lebte bis zu ihrem Abitur am Stiftsgymnasium Xanten in Sonsbeck. Sie absolvierte eine klassische Ballett- und Tanzausbildung und studierte nach dem Abitur Philosophie und Germanistik an der Universität Duisburg-Essen.
Mitte der 1990er-Jahre begann sie eine musikalische Zusammenarbeitet mit Sten Servaes und Tom Deiniger und spielte mit ihnen in der Band Ralley. Nach einer längeren Pause erfolgte im Jahr 2002 eine Neugründung der Band unter dem Namen Klee. Kerstgens lebt und arbeitet in Köln.

## Soziales Engagement
Suzie Kerstgens engagiert sich allein und zusammen mit ihrer Band in verschiedenen sozialen Projekten, z. B. bei Pro Asyl, der Aktion Mensch und Fairtrade. Seit 2007 ist sie neben der Fernsehköchin Sarah Wiener und dem Fernsehmoderator Tobi Schlegl in der Jury der Mission Sustainability des Rates für nachhaltige Entwicklung aktiv. Eine weitere Tätigkeit als Jurymitglied übt Suzie Kerstgens im Rahmen des „Kinderliederwettbewerbs von WDR (WDR 5) und UNICEF“ aus. Für die Deutsche Krebshilfe ist Suzie Kerstgens im Rahmen der im September 2007 gestarteten Kampagne „Mädchen checken das“ aktiv und hat gemeinsam mit Elke Brauweiler von der Band Paula, Marta Jandova von Die Happy, Stefanie Kloß von Silbermond und Valentine Romanski den Song Sing Dein Leben eingespielt.
Im Jahr 2009 textete Suzie Kerstgens den Song Wir halten zusammen, der zusammen mit KLEE komponiert und produziert wurde. Das Projekt wurde vom LVR unterstützt und gemeinsam mit Menschen mit und ohne Behinderung eingespielt. In der Folge wurde der Song nicht nur mit KLEE aufgeführt, sondern auch mit der Band Höhner (2009) und dem LVR-Generationenchor (2010).
Am 20. Juli 2011 wurde dem Stiftsgymnasium in Xanten, in dem Suzie Kerstgens das Abitur ablegte, der Titel Schule ohne Rassismus – Schule mit Courage verliehen. Suzie Kerstgens ist seit den beginnenden Vorbereitungen im Jahr 2010 Patin des Projektes am Stiftsgymnasium.
Suzie Kerstgens unterstützt in vielfältiger Form die Kölner Aidshilfe. Am 10. Dezember 2011 trat sie im Kölner Palladium bei dem Konzert Cover me, dem Benefizkonzert der Kölner Aidshilfe, auf. Im Duett mit Dirk Bach sang Suzie Kerstgens den Song Codo … düse im Sauseschritt. Am 25. April 2012 gewann Suzie Kerstgens im Team mit Kim Fisher das von Bernd Stelter moderierte Das NRW-Duell und spendete ihren Teil des Preisgeldes der Kölner Aidshilfe.

## Musikalische Erfolge
Die musikalischen Erfolge, die sie mit ihrer Band hatte, sind unter „Klee“ ausführlich dargestellt.
Des Weiteren arbeitet Suzie Kerstgens – auch ohne ihre Band – mit anderen Künstlern zusammen, z. B. mit The Wedding Present (siehe unten stehende Auflistung).
Am Bundesvision Song Contest nahm Suzie Kerstgens bisher zwei Mal teil: Im Februar 2005 mit ihrer Band Klee, die damals für das Saarland antrat und mit dem Song Gold den 10. Platz erreichte. Die Single erreichte in den Charts den Platz 54. Im Februar 2007 trat die Sängerin zusammen mit Anajo für das Land Bayern beim Bundesvision Song Contest auf, bei dem sie mit dem Lied Wenn du nur wüsstest den neunten Platz belegte. In der Folge erreichte die Single von Anajo Platz 58 der deutschen Charts.

## DJ
Als DJ nennt Suzie Kerstgens sich Kölsche Kylie und ist in diversen Kölner Clubs aktiv, unter anderem seit vielen Jahren als Resident der Miau-Party im Kölner Gebäude 9.

## Diskografie
CD-Veröffentlichungen von Suzie Kerstgens gibt es von ihren eigenen Bands Ralley, Askona und Klee sowie in Zusammenarbeit mit folgenden Gruppen: The Modernist, Space Kelly, Elseprojekt, Popshoppers, BAP, The Wedding Present, Dorfdisko, Wolke, Anajo, Swinger Club, The Far East Band, Virginia Jetzt!. 2009 nahm sie mit Gunter Gabriel den Titel 2 Fragen auf.
In der nachfolgenden Tabelle sind die Singleauskoppelungen unabhängig vom Erscheinungsdatum jeweils nach den Alben einsortiert.
| Datum      | Band                | CD                                         | Album/Maxi/Song                     | Label                 | Anmerkung              |
| ---------- | ------------------- | ------------------------------------------ | ----------------------------------- | --------------------- | ---------------------- |
| 25.08.1997 | Ralley              | Ralley                                     | Album                               | Logic Ball (Sony BMG) |                        |
| 11.08.1997 | Ralley              | Ich zeig’ Dir was                          | Maxi                                | Logic Ball (Sony BMG) |                        |
|            | Ralley              | Zelten                                     | Maxi                                | Logic Ball (Sony BMG) |                        |
| 08.03.1999 | Ralley              | 1,2,3,4                                    | Album                               | Rca Local (Sony BMG)  |                        |
| 17.08.1998 | Ralley              | Sommer                                     | Maxi                                | Rca Local (Sony BMG)  |                        |
|            | Ralley              | Spring                                     | Maxi                                | Rca Local (Sony BMG)  |                        |
| 19.08.2002 | Askona              | Pop You 2                                  | Saturday Boy                        | hobby deluxe          |                        |
| 24.03.2003 | Erdmöbel            | Altes Gasthaus Love                        | Vergnügungslokal mit Weinzwang      | Tapete                |                        |
| 25.04.2003 | The Modernist       | Kangmei                                    | Prozac Europe und Magic Lantern     | Wonder                |                        |
| 15.03.2004 | Klee                | Unverwundbar                               | Album                               | Ministry Of Sound     |                        |
| 26.08.2002 | Klee                | Erinner Dich                               | Maxi                                | Ministry Of Sound     |                        |
| 26.05.2003 | Klee                | Lichtstrahl                                | Maxi                                | Ministry Of Sound     |                        |
| 30.10.2003 | Klee                | Nicht immer aber jetzt                     | Maxi                                | Ministry Of Sound     | Nur als Vinyl          |
| 07.06.2004 | Space Kelly         | Erster Alles                               | Sozusagen Schluss gemacht           | Apricot Re            |                        |
| 18.10.2004 | Klee                | Jelängerjelieber                           | Album                               | Ministry Of Sound     |                        |
| 04.10.2004 | Klee                | 2 Fragen                                   | Maxi                                | Ministry Of Sound     |                        |
| 24.01.2005 | Klee                | Gold                                       | Maxi                                | Ministry Of Sound     |                        |
| 17.05.2005 | Klee                | Tausendfach                                | Maxi                                | Ministry Of Sound     |                        |
| 18.11.2005 | Klee                | Für alle die                               | Maxi                                | Ministry Of Sound     |                        |
| 14.10.2005 | Rio Reiser / Klee   | Familienalbum Band 2                       | Lass Uns Ein Wunder Sein            | Edel                  |                        |
| 13.06.2005 | Klee                | Jelängerjelieber Ltd. Tour Ed.             | Album + Tourvideo                   | Ministry Of Sound     |                        |
| 01.09.2005 | Elseprojekt         | Ich träume so leise von dir                | Ich weiß                            | Random House Audio    | ISBN 978-3-86604-050-2 |
| 21.09.2005 | Popshoppers         | Helden                                     | Maxi                                | Diggler               |                        |
| 28.10.2005 | BAP                 | Frau, ich freu mich                        | Maxi                                | EMI                   |                        |
| 11.06.2006 | Klee                | Honeysuckle                                | Album                               | Minty Fresh           |                        |
| 28.04.2006 | The Wedding Present | Search for Paradise: Singles 20            | I’m From Further North (Klee Remix) | Stickman              |                        |
| 30.06.2006 | Dorfdisko           | Kurz vor Malmø                             | Titeltrack                          | Motor                 |                        |
| 04.08.2006 | Klee                | Zwischen Himmel und Erde                   | Album                               | Ministry Of Sound     |                        |
| 07.07.2006 | Klee                | Die Stadt                                  | Maxi                                | Ministry Of Sound     |                        |
| 06.10.2006 | Klee                | Liebe Mich Leben                           | Maxi                                | Ministry Of Sound     |                        |
| 27.04.2007 | Klee                | Dieser Fehler                              | Maxi                                | Ministry Of Sound     |                        |
| 06.10.2006 | Wolke               | Möbelstück                                 | Wir werden immer jünger             | Tapete                |                        |
| 08.12.2006 | Klee                | Zwischen Himmel und Erde (Gloria Live DVD) | Album + Live DVD                    | Ministry Of Sound     |                        |
| 19.01.2007 | Anajo               | Wenn du nur wüsstest                       | Maxi                                | Tapete                |                        |
| 23.03.2007 | Swinger Club        | Jazz Sells                                 | Beautiful Day                       | Supermusic            |                        |
| 17.09.2007 | Deutsche Krebshilfe | Mädchen checken das                        | Sing Dein Leben                     | Krebshilfe            |                        |
| 26.10.2007 | The Far East Band   | Tough Enough                               | The Call Up (Song)                  | Four Music            |                        |
| 26.10.2007 | The Far East Band   | The Call Up                                | 7"-Single                           | Four Music            | Vinyl                  |
| 26.10.2007 | The Far East Band   | The Call Up Martin Buttrich rework         | 12"-Single                          | Four Music            | Vinyl                  |
| 01.08.2008 | Klee                | Berge Versetzen                            | Album                               | Island (Universal)    |                        |
| 01.08.2008 | Klee                | Berge Versetzen                            | DeLux-Album                         | Island (Universal)    |                        |
| 01.08.2008 | Klee                | Berge Versetzen                            | Vinyl-Album                         | Island (Universal)    |                        |
| 11.07.2008 | Klee                | Zwei Herzen                                | Single                              | Island (Universal)    |                        |
| 11.07.2008 | Klee                | Zwei Herzen                                | Single PUR                          | Island (Universal)    |                        |
| 11.07.2008 | Klee                | Zwei Herzen                                | Single Vinyl                        | Island (Universal)    |                        |
| 31.10.2008 | Klee                | Berge Versetzen                            | Single                              | Island (Universal)    |                        |
| 16.05.2009 | Klee                | Wir halten zusammen                        | Single                              | LVR                   | kostenlos              |
| 26.08.2011 | Klee                | Aus Lauter Liebe                           | Album                               | Island (Universal)    |                        |
| 05.08.2011 | Klee                | Willst Du bei mir bleiben                  | Single                              | Island (Universal)    |                        |
| 23.08.2013 | Wingenfelder        | Die Wand                                   | Selbstauslöser                      | Tag-7 (rough trade)   |                        |